# Schluckvermögen
Schluckvermögen ist ein technisches Maß im Wasserbau und in der Gießerei für eine Volumen-Leistung bzw. einen Volumenstrom, d. h. die Bemaßung erfolgt in Volumen pro Zeit (Kubikmeter pro Sekunde, m³/s).
Angewandt wird die Maßeinheit im Wasserbau beispielsweise auf:
- Fluss- und Wildbachquerschnitte
- Wasserräder
- Turbinen / Verdichter
- Pumpen
- Rohrleitungen
- Regenwassereinläufe
- Schluckbrunnen

In der Gießerei ist der Begriff ein Synonym für Gießleistung.

## Belege
1. ↑  Aluminium-Taschenbuch 13. Aufl. S. 401 ISBN 3-87017-106-5.